# Pierre Prévert
Pierre Prevért (ur. 26 maja 1906 w Paryżu, zm. 6 kwietnia 1988 tamże) – francuski reżyser, scenarzysta i twórca dialogów filmowych. Brat i współpracownik poety i scenarzysty Jacques’a Préverta.

## Filmografia (wybór)
- L’Affaire est dans le sac, 1932 (reżyseria)
- Adieu Léonard, 1943 (dialogi, scenariusz)
- Paris mange son pain, 1958 (reżyseria)
- Paris la belle, 1959 (reżyseria)
- Le Petit Claus et le grand Claus, 1964 (reżyseria)
- Le Roi et l’Oiseau, 1979 (współpraca przy adaptacji)
- Mon Frère Jacques – film dokumentalny o jego bracie